# Antonio Marceglia (F597)
L'Antonio Marceglia (F597) est une frégate de la sous-classe Carlo Bergamini en service dans la marine italienne. Les navires ont à leur tour été développés par le programme de frégates polyvalentes FREMM. 

## Historique
Le 3 février 2018, la cérémonie de lancement du navire a lieu au chantier Fincantieri de Riva Trigoso. L'Antonio Marceglia est mis en service le 16 avril 2019,,. À partir de juillet 2019, la frégate assume le rôle de vaisseau amiral de la Task force de l'opération Atalante jusqu'au 16 décembre 2019, date à laquelle le navire atteint la base de Tarente, achevant ainsi l'opération européenne anti-piraterie « EUNAVFOR »,.
Il participe à l'exercice international « CONTEX-PHIBEX 21 » organisé par la marine portugaise du 4 au 10 mai.
La frégate lance avec succès un missile Aster 30 lors de l'exercice « Formidable Shield » le 26 mai 2021 se déroulant dans les Hébrides en Écosse,. Le 9 juin 2021, le navire participe au BALTOPS 2021.
Du 3 septembre au 22 décembre 2021, l'Antonio Marceglia participe à l'opération nationale antipiraterie Gabinia dans les eaux du golfe de Guinée.
Durant l'été 2023, le navire transite dans le canal de Kiel en route vers la mer Baltique. En octobre 2023,  l'Antonio Marceglia accoste dans le port de Riga en Lettonie où il fait partie du groupe maritime permanent n°1 de l'OTAN. Il est repéré en compagnie de son navire-jumeau Luigi Rizzo fin décembre 2023 à Gdynia, en Pologne, avant de retourner à son port d'attache de Tarente le 15 janvier 2024.